# Visita de John F. Kennedy a Venezuela
El 35° presidente de los Estados Unidos John F. Kennedy visitó Venezuela los días 16 y 17 de diciembre de 1961, acompañado de su esposa Jackie Kennedy, en donde fueron recibidos por el entonces presidente venezolano Rómulo Betancourt y su esposa Carmen Valverde de Betancourt, como parte de tratar de desarrollar en el país sudamericano la Alianza para el Progreso, un programa de ayuda económica, política y social de EEUU para los países americanos, con el rechazo del gobierno de Cuba, con el que el gobierno estadounidense tenía una crisis política luego de la Revolución cubana, en el marco de la Guerra Fría.
Esta sería la primera visita oficial que realiza un presidente estadounidense a Venezuela, luego de la visita de Richard Nixon en 1958 donde fue atacado por manifestantes, sin embargo, éste fungía para ese momento como vicepresidente, y fue en 1969 cuando asumiría el cargo de presidente. Después de la visita de Kennedy, otros presidentes más han visitado Venezuela: Jimmy Carter (1978), George H. W. Bush (1990), y Bill Clinton (1997).

## Visita

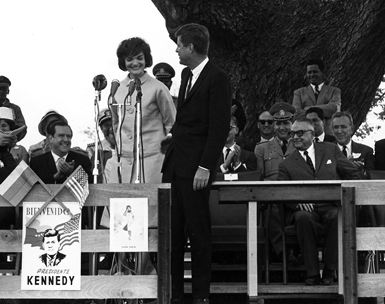
La primera dama estadounidense Jackie Kennedy hablando en español a los campesinos.

### 16 de diciembre
El sábado 16 de diciembre de 1961 el presidente Kennedy y su esposa aterrizaron en el Aeropuerto Internacional Simón Bolívar, en Maiquetía, entonces estado Vargas, de donde salieron en una caravana hacia el Aeropuerto de La Carlota, en Caracas, para luego trasladarse en helicóptero para la localidad de El Frío, municipio Carlos Arvelo, estado Carabobo, realizándose un acto breve de menos de media hora en donde Kennedy entregó a las familias venezolanas créditos del Banco Interamericano de Desarrollo.
Posteriormente, se trasladaron en el mismo helicóptero para la localidad de La Morita, municipio Santiago Mariño, estado Aragua, en donde interactuaron con el público en medio de un asentamiento campesino, lugar escogido para que Kennedy apreciara dicho lugar en medio de la reforma agraria que el gobierno de Betancourt había decretado. Allí, Kennedy otorgó 86 títulos de tierra, mientras que la primera dama estadounidense Jackie Kennedy se dirigió a los campesinos hablando en español.
Al terminar el acto regresaron en helicóptero a Caracas, y se hospedaron en la residencia presidencial Los Núñez, en la urbanización La Castellana desde donde recibieron agasajos por parte de la ciudadanía. Más tarde, se realizó una cena y recepción en honor a la pareja presidencial norteamericana.

### 17 de diciembre
El domingo 17 de diciembre de 1961, día en que se cumplían 131 años del fallecimiento de Simón Bolívar, Kennedy asistió al Panteón Nacional para colocar una ofrenda floral en la tumba del Libertador. Al salir, fueron al Palacio de Miraflores para firmar unos últimos acuerdos con el gobierno de Venezuela. Por último, se despidieron para posteriormente viajar a Colombia, segundo país en visitar en el marco de ésta gira.

#### Seguridad
Mientras los Kennedy estuvieron en Venezuela recibieron múltiples muestras de afecto, sobre todo la primera dama, sin embargo, habían preocupaciones con respecto a la seguridad, puesto que 3 años antes, en mayo de 1958, el entonces vicepresidente Richard Nixon también había visitado el país en medio de un gira de buena voluntad por Sudamérica, siendo su vehículo atacado por manifestantes durante la caravana, suceso que pudo haber sido orquestado por el Partido Comunista de Venezuela. Este hecho fue considerado para entonces como "el ataque más violento perpetrado a un oficial estadounidense de alto rango en territorio extranjero".

### Prensa
Por la visita del presidente John F. Kennedy fue suspendido el diario La Hora.

## Visita de Betancourt a Estados Unidos

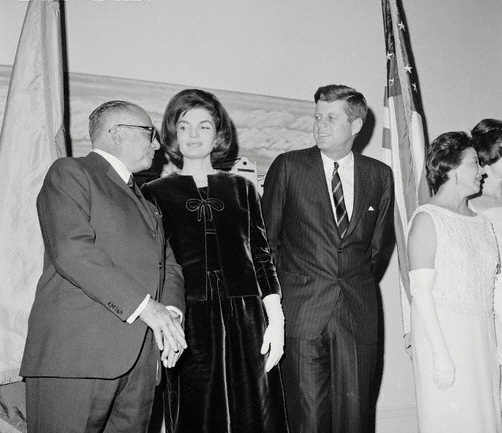
Betancourt y los Kennedy durante una recepción en la Embajada de Venezuela en Washington D. C., siendo Betancourt el anfitrión; 28 de febrero de 1963.

En febrero de 1963, el presidente Rómulo Betancourt realizó una visita oficial a Estados Unidos por invitación de Kennedy quien lo recibió en la Casa Blanca, estando dos días en Washington D. C., seguidos de tres días en Nueva York y Miami. Ese mismo año, el 22 de noviembre, John F. Kennedy moriría asesinado en Dallas, Texas.